# Крупки
Крупки (на беларуски: Крупкі; на руски: Крупки) е град в Беларус, административен център на Крупски район, Минска област. Населението на града е 8650 души (по приблизителна оценка от 1 януари 2018 г.).

## История
За пръв път селището е упоменато през 1575 година.